# دونالد مارتينو
دونالد مارتينو (بالإنجليزية: Donald Martino)‏ هو ملحن أمريكي، ولد في 16 مايو 1931 في بلينفيلد في الولايات المتحدة، وتوفي في 8 ديسمبر 2005 في أنتيغوا في أنتيغوا وباربودا.

## وصلات خارجية
- دونالد مارتينو على موقع IMDb (الإنجليزية)
- دونالد مارتينو على موقع ميوزك برينز (الإنجليزية)
- دونالد مارتينو على موقع أول ميوزيك (الإنجليزية)
- دونالد مارتينو على موقع ديسكوغز (الإنجليزية)
- دونالد مارتينو على موقع قاعدة بيانات الفيلم (الإنجليزية)